# Lêntulo Batiato
Lêntulo Batiato (em latim, Lentulus Batiatus), proprietário e treinador de gladiadores (lanista) na península Itálica do século I a.C. Um dos seus gladiadores foi o célebre Espártaco. Foi na sua escola de gladiadores que começou a rebelião de Espártaco contra a República Romana, mais tarde conhecida como Terceira Guerra Servil.

## Biografia
Em 73 a.C., Batiato era dono de uma escola de preparação de gladiadores em Cápua, Campânia (Itália), que reunia principalmente escravos gauleses e trácios.
Segundo Plutarco, em sua "Vida de Crasso", os maus-tratos infligidos por Batiato levaram cerca de duzentos escravos à revolta e a tentar fugir da escola. Setenta e cinco deles conseguiram, entre eles Espártaco, que viria a se tornar o principal líder da Terceira Guerra Servil (73 a.C. - 71 a.C.) , a maior revolta de escravos ocorrida na Itália Romana.

## Batiato na cultura popular
- Spartaco, filme italiano de 1952, interpretado por Umberto Silvestrini;[carece de fontes?]
- Spartacus, filme estadunidense de 1960, interpretado por Peter Ustinov, pelo qual recebeu o Oscar de melhor ator coadjuvante;[2]
- Spartacus: Blood and Sand, seriado americano, interpretado por John Hannah.[3]